# Grevels
Grevels (Luxemburgs: Gréiwels) is een plaats in de gemeente Groussbus-Wal en het kanton Redange in Luxemburg.
Grevels telt 196 inwoners (2001). De Waark ontspringt nabij Grevels.
Brattert · Buschrodt · Dellen · Grevels · Grosbous · Heispelt · Kuborn · Lehrhof · Rindschleiden · Wahl

Luxemburgse gemeenten · Kanton Redange · Luxemburg